# Geschichte des Kantons Schaffhausen
Die Geschichte des Kantons Schaffhausen umfasst die Entwicklungen auf dem Gebiet des schweizerischen Kantons Schaffhausen von der Urgeschichte bis zur Gegenwart.

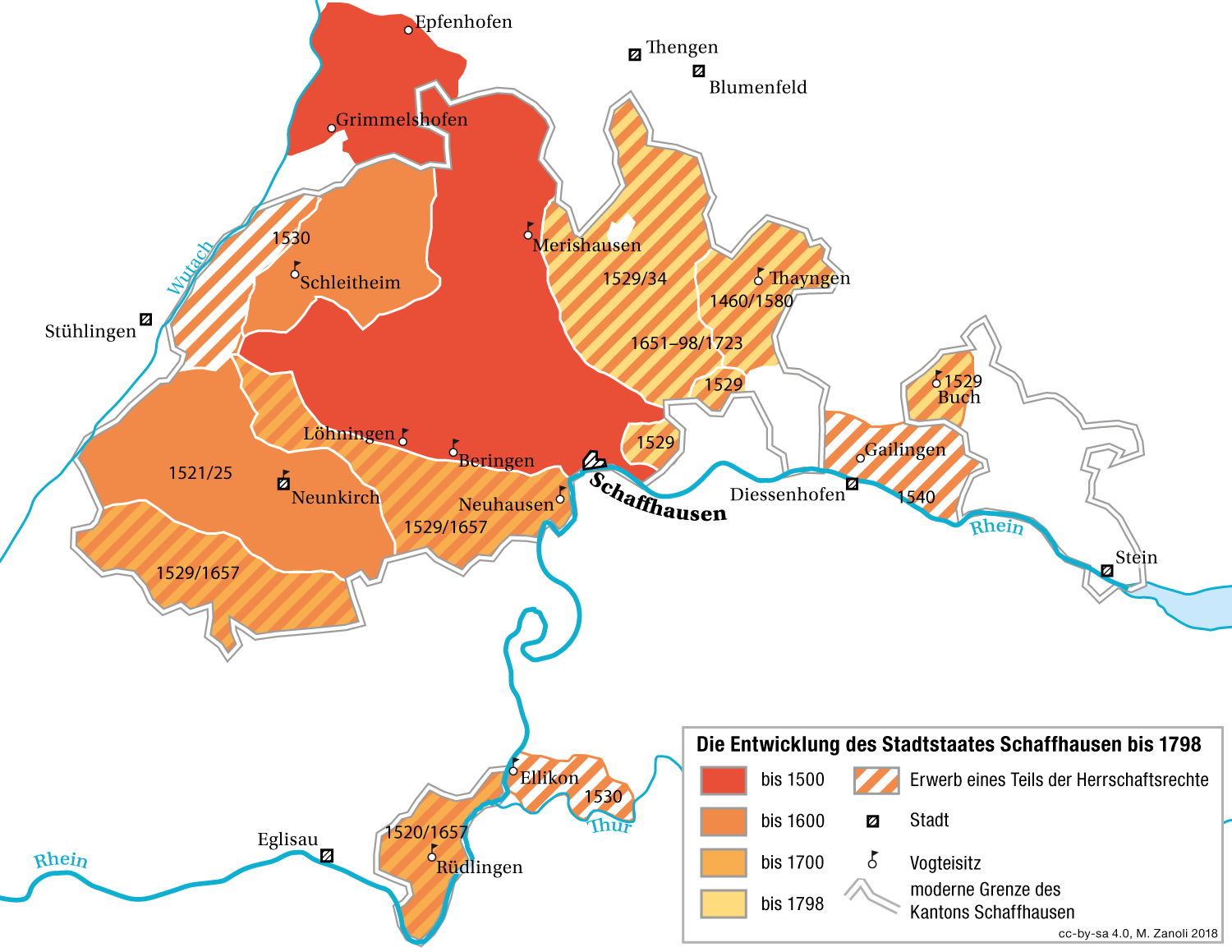
Karte zur Entwicklung des Stadtstaates Schaffhausen bis 1798

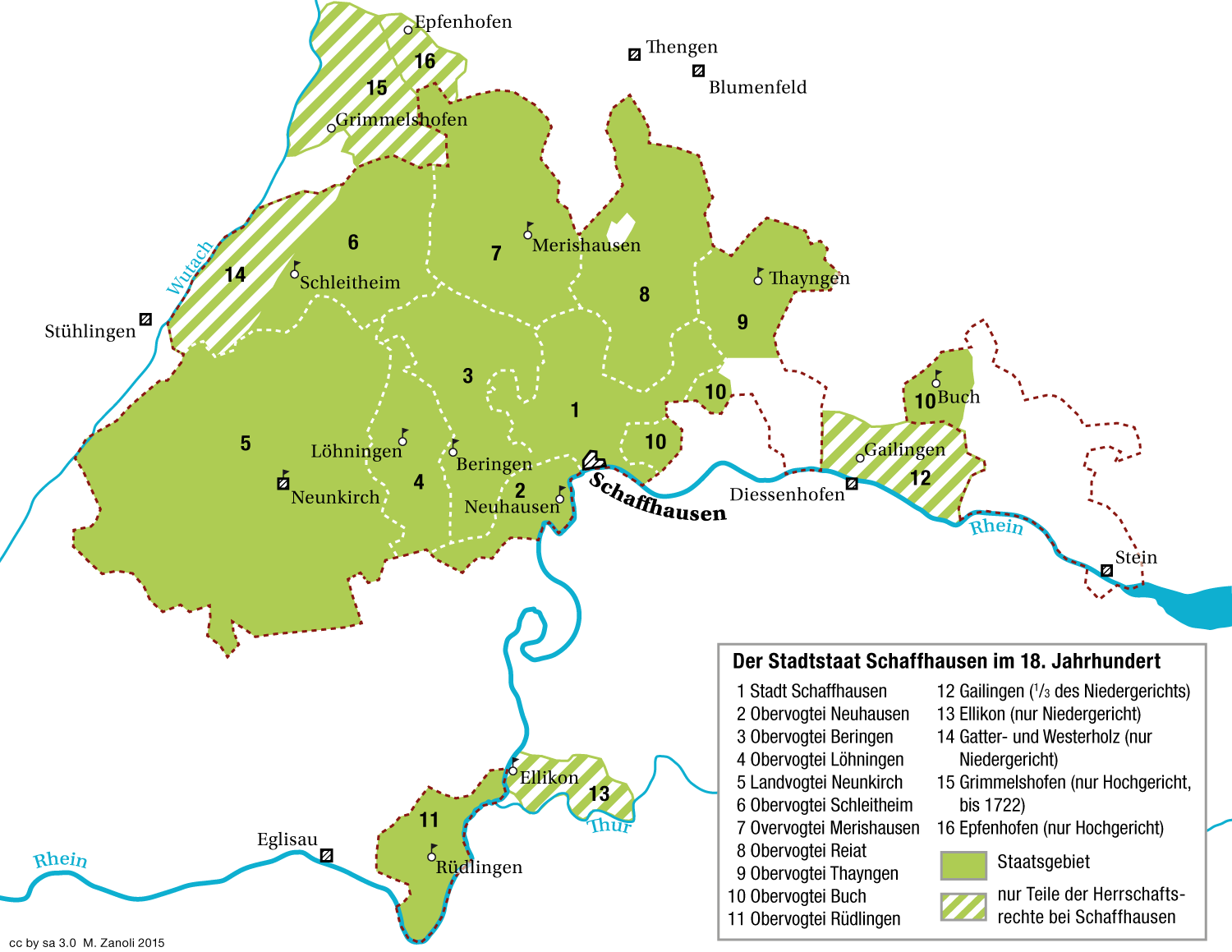
Karte der Verwaltung des Stadtstaates Schaffhausen bis 1798

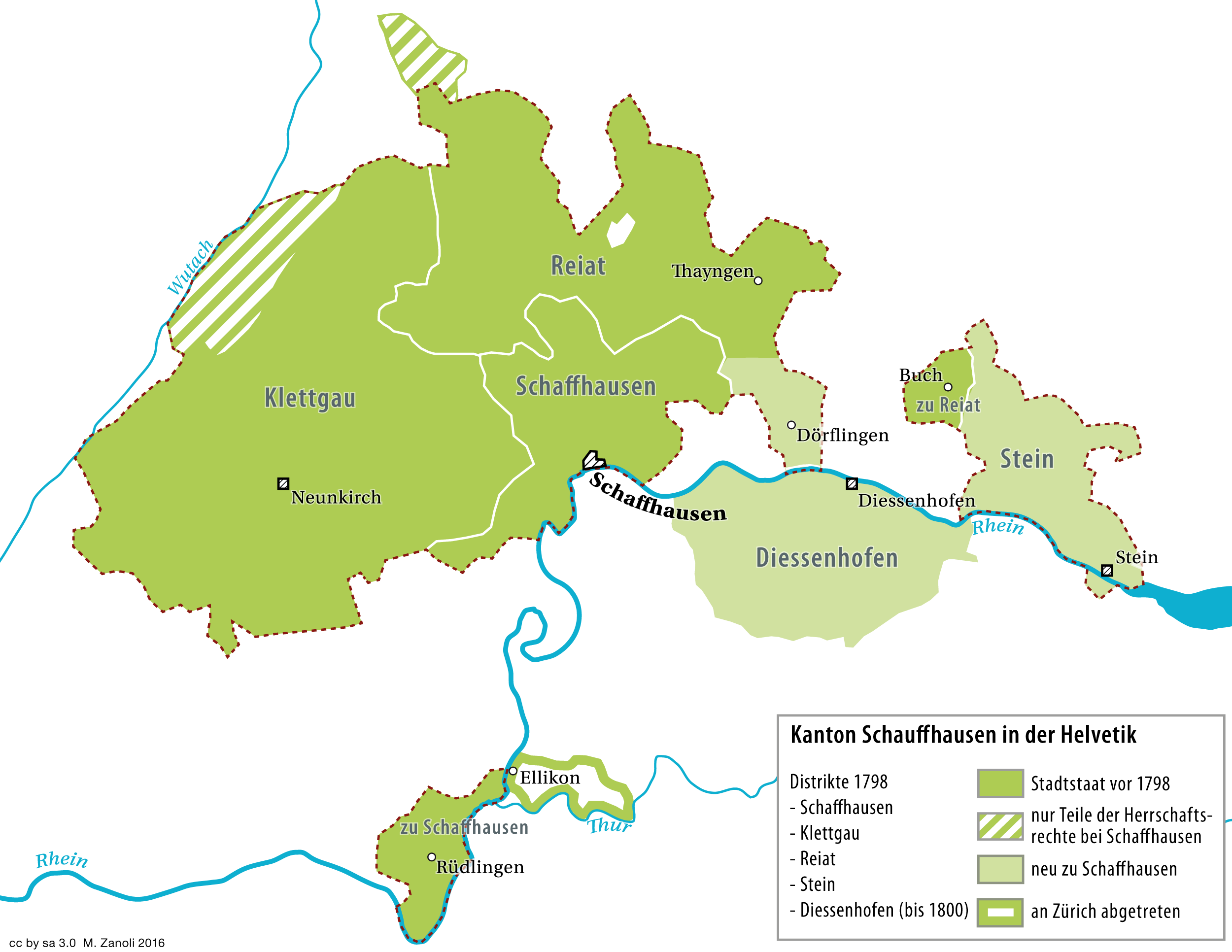
Karte des Kantons Schaffhausen in der Helvetik 1798–1803

## Der Weg in die Eidgenossenschaft
Der heutige Kanton Schaffhausen war bis 1798 ein Stadtstaat; seine Aufzeichnungen beginnen 1045. Die Ortschaft Schaffhausen, ein alter Schifferflecken, wurde im 11. Jahrhundert Eigentum des dort von den Grafen von Nellenburg gestifteten Klosters Allerheiligen und mit diesem unter den Staufern reichsunmittelbar. Nachdem sich die Bürgerschaft allmählich von der Herrschaft des Abtes emanzipiert hatte, wurde die Stadt 1330 von Ludwig dem Bayern an Österreich verpfändet, erlangte jedoch 1415 infolge der Ächtung Herzog Friedrichs ihre Reichsunmittelbarkeit wieder.
1411 trat die neue Schaffhauser Zunftverfassung in Kraft. Für die nächsten 400 Jahre beherrschten die 10 Zünfte und 2 Gesellschaften der Patrizierfamilien das politische, wirtschaftliche und gesellschaftliche Leben des Stadtstaats Schaffhausen. Bedrängt vom österreichischen Adel schloss Schaffhausen 1454 ein 25-jähriges Bündnis mit den Eidgenossen, das am 19. August 1501 in ein ewiges verwandelt wurde. Grund dieser Aufnahme in die Eidgenossenschaft war vor allem die vorherige aktive Mitwirkung beim Schwabenkrieg.

## Reformation
Nach längerem Schwanken und heftigen Tumulten trat Schaffhausen 1529 zur Reformation über und erwarb teils durch Abtretung der Besitzungen vonseiten des Klosters und anderer Stiftungen, teils durch Kauf, ein kleines Gebiet auf dem rechten Ufer des Rheins.

## Vom Stadtstaat Schaffhausen zum Kanton Schaffhausen
1798 marschierten französische Truppen während des zweiten napoleonischen Koalitionskrieges in Schaffhausen ein. Am 12. April 1798 wurde durch französischen Revolutionsexport auf dem Boden der Alten Eidgenossenschaft die Helvetische Republik als Tochterrepublik von Frankreich errichtet. Dies bedeutete den Untergang des Stadtstaats Schaffhausen und den Beginn des Kantons Schaffhausen. Im gleichen Jahr kämpften französische Truppen gegen Österreich und Russland. Das Städtchen Stein am Rhein und die Gemeinde Ramsen und Hemishofen wurden unter der französischen Besatzung dem jungen Kanton Schaffhausen zugeteilt. Bis anhin gehörten sie zu Zürich. Dies war die einzige territoriale Erweiterung des Kantons Schaffhausen. Die früheren Gebietserweiterungen erfolgten bereits durch den Stadtstaat Schaffhausen. Ausserdem wurde Dörflingen mit Zürich gegen Ellikon am Rhein getauscht. Im gleichen Jahr wurde ebenfalls der Bezirk Diessenhofen dem Kanton Schaffhausen zugesprochen. Bereits 1800 wechselte der Bezirk Diessenhofen jedoch definitiv zum Kanton Thurgau. 1799 zwangen die Österreicher die Franzosen durch mehrere Gefechte bei Schaffhausen zum Rückzug nach Süden, wobei die letztgenannten die berühmte, 364 Fuss lange hölzerne Rheinbrücke verbrannten. Die Franzosen eroberten den Kanton dann 1800 wieder zurück, und Napoleons Mediationsakte gab dem Kanton Schaffhausen eine Repräsentativverfassung, welche 1814 in aristokratischem, 1830 und 1831 aber durch einen Aufruhr der ländlichen Kantonsteile in liberal-demokratischem Sinn modifiziert wurde.

## Verfassungsrevisionen
1835 wurde durch eine Verfassungsrevision das Wahlvorrecht der Stadt beinahe ganz beseitigt und 1852 die Vertretung nach der Kopfzahl eingeführt. 1857 erhielt Schaffhausen die erste Eisenbahnverbindung.

## Das Grundgesetz von 1876
Durch das neue, am 14. Mai 1876 angenommene Grundgesetz, welches Veto und Initiative auf das Verlangen von 1000 Bürgern sowie die Wahl der Regierung durch das Volk festsetzte, hat sich Schaffhausen den rein demokratischen Kantonen der Schweiz angereiht. 1971 wurde das Frauenstimm- und -Wahlrecht eingeführt.

## Luftangriffe 1944 und 1945
Im Zweiten Weltkrieg wurde die Stadt Schaffhausen am 1. April 1944 Ziel eines Luftangriffs zweier Bombergruppen der United States Army Air Forces (USAAF). 
38 Bomber warfen Brandbomben und Sprengbomben ab. Sie hätten eigentlich Ludwigshafen und das dortige Chemiewerk der IG Farben treffen sollen. Wegen schlechten Wetters über Westeuropa, Navigationsfehlern und ungenügendem Kartenmaterial flogen sie viel zu weit südlich. Sie sahen Schaffhausen durch die aufgerissene Wolkendecke, hielten es für eine süddeutsche Stadt und bombardierten sie als sogenanntes «Gelegenheitsziel». 40 Menschen starben, der Bahnhof und die Altstadt wurden schwer getroffen. 
Später wurden auch andere Gebiete des Kantons Schaffhausen Opfer von Luftangriffen der USAAF: am 25. Dezember 1944 Thayngen (1 Toter), am 22. Februar 1945 Stein am Rhein (9 Tote), Neuhausen am Rheinfall und Beringen sowie am 28. Februar 1945 und 27. April 1945 Altdorf. Ob diese Bombardements irrtümlich erfolgten oder geplant waren, konnte nicht geklärt werden.